# Ighrem N'Ougdal
Ighrem N'Ougdal (en àrab إغرم نوڭدال, Iḡram Nūgdāl; en amazic ⵉⵖⵕⵎ ⵏ ⵓⴳⴷⴰⵍ) és una comuna rural de la província de Ouarzazate, a la regió de Drâa-Tafilalet, al Marroc. Segons el cens de 2014 tenia una població total de 14.804 persones.